# شركة مطارات إيران
شركة مطارات إيران (IAC) (بالفارسية: شركت فرودگاه هاي كشور) هي الشركة القابضة والتي تدير المطارات المدنية في إيران. يقع مقرها في مطار مهرآباد الدولي في طهران ولكن لديها مكاتب في جميع المطارات في إيران.

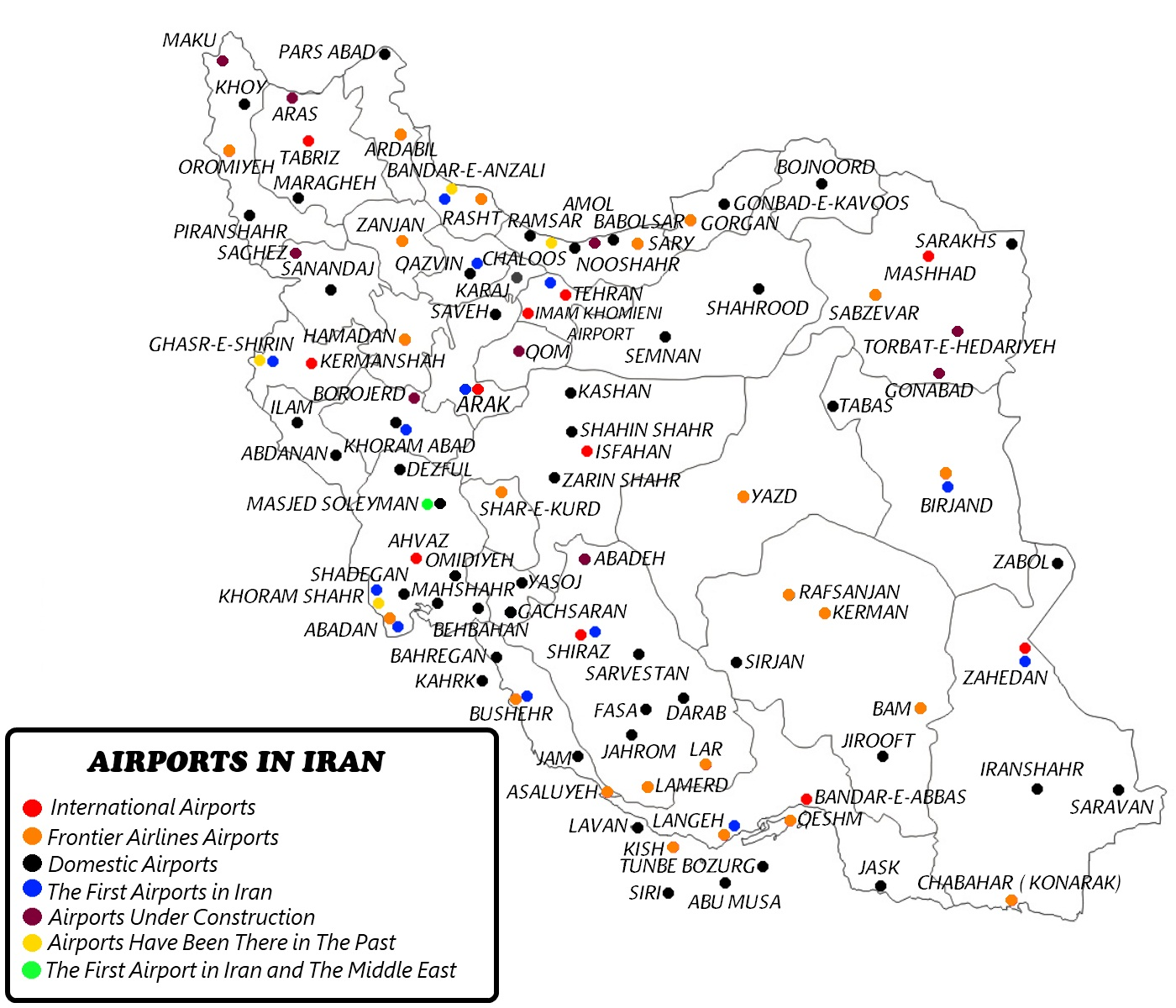
المطارات في إيران

## روابط خارجية
- الموقع الرسمي لوزارة الطرق والتنمية الحضرية في إيران نسخة محفوظة 20 مايو 2021 على موقع واي باك مشين.
- منظمة الطيران المدني الإيرانية نسخة محفوظة 23 سبتمبر 2004 على موقع واي باك مشين.
- الموقع الرسمي لشركة مطارات إيران

1. ↑  وصلة مرجع: https://centreforaviation.com/data/profiles/air-traffic-management/iran-airports--air-navigation-company.